# Phyllodytes punctatus
Phyllodytes punctatus är en groddjursart som beskrevs av Ulisses Caramaschi och Peixoto 2004. Phyllodytes punctatus ingår i släktet Phyllodytes och familjen lövgrodor. IUCN kategoriserar arten globalt som otillräckligt studerad. Inga underarter finns listade i Catalogue of Life.